# سميلى
السُّمَيْلَى أو حسون الشوك (الاسم العلمي: Carduelis spinus) (بالإنجليزية: Eurasian Siskin)‏ هو طائر ينتمي إلى فصيلة الشرشوريات.